# Robin Hood und die Piraten
Robin Hood und die Piraten (Originaltitel: Robin Hood e i Pirati) ist ein italienischer Abenteuerfilm aus dem Jahre 1960. Lex Barker schlüpft nach Rebell ohne Gnade ein zweites Mal in die Rolle des berühmten Helden.

## Handlung
Während eines heftigen Sturms gelingt es Robin Hood, den Männern zu entkommen, die ihn auf ihr Schiff entführt hatten, und die Küste seiner Heimat zu erreichen. Dort erfährt er, dass der Aufrührer Brooks seinen Vater getötet hat und nun die Grafschaft terrorisiert. Um seine Rachepläne zu verwirklichen, verbündet sich Robin mit den Piraten und kämpft nun gegen die Milizen des hinterlistigen Brooks, was ihm auch die Sympathien des Volkes einbringt. Bevor er die Nachfolge des bald besiegten Brooks antreten kann, muss er noch mit den Intrigen von Brooks’ Tochter Lisbeth fertigwerden, die versucht, seine Liebe zur schönen Kareen zu torpedieren. Auch dieses Hindernis überwindet Robin Hood.

## Hintergrund
Der Film feierte seine Premiere am 24. Dezember 1960 in Italien. In Deutschland wurde er ab dem 4. August 1961 gezeigt. Am 3. April 1971 wurde er in der Deutschen Demokratischen Republik erstmals im Fernsehen ausgestrahlt. Der Film erschien am 14. August 2008 in Deutschland auf DVD mit einer FSK-12-Freigabe.

## Synchronisation
In der BRD wurde der Film in einer Münchner Synchronisation gezeigt, die (trotz DEFA-Vorspannes) heute noch gesendet wird – mit Heinz Engelmann, Anton Reimer und Werner Lieven.
Die DEFA Leipzig synchronisierte für den DDR-Kinoeinsatz 1962. Die Regie führte Hella Graf, das Dialogbuch schrieb Egon Sartorius. Sprecher waren unter anderem Günther Grabbert, Rosemarie Deibel, Christa Gottschalk, Hans-Joachim Hegewald, Ivan Malré, Max Bernhardt, Wolfgang Dehler und Helga Hahnemann.
Für den Fernseheinsatz ab 1982 wurde eine Neusynchronisation von der DEFA Berlin erstellt mit Klaus Nietz, Evelyn Heidenreich, Roswitha Hirsch und Hans-Joachim Hanisch.

## Kritik
TV Spielfilm urteilt, der Film zeige „Ritter- und Räuberromantik in schöner Natur“. Das Lexikon des internationalen Films schrieb, der Film enthalte „anspruchslose Ritter- und Piratenromantik vor fotogener Landschaftskulisse“. G. Ciaccio urteile, Lex Barker habe das Aussehen und die athletischen Fähigkeiten für diese Wiederaufnahme der edlen Helden in neuem Umfeld, die auf ein abenteuergewohntes Publikum zielt.